# Буршье, Генри, 2-й граф Эссекс
Генри Буршье (англ. Henry Bourchier; приблизительно 1472 — 13 марта 1540 года) — английский аристократ, 2-й граф Эссекс, 6-й барон Буршье и 2-й виконт Буршье с 1483 года, кавалер ордена Подвязки. Был придворным королей Генриха VII и Генриха VIII, участвовал в войнах с Францией. Не оставил сыновей, так что с его смертью графская ветвь рода Буршье угасла.

## Биография
Генри Буршье принадлежал к знатному роду, владения которого располагались в Восточной Англии. По женской линии он был потомком младшего сына короля Эдуарда III. Генри родился приблизительно в 1472 году в семье Уильяма Буршье, виконта Буршье, и Анны Вудвилл — сестры королевы Елизаветы, жены Эдуарда IV. Уильям умер молодым в 1480 году, так что Генри унаследовал родовые владения и титулы графа Эссекса, барона Буршье и виконта Буршье от деда — Генри Буршье (апрель 1483 года).
Юный граф занял видное положение при дворе Генриха VII Тюдора, который в 1485 году завоевал корону и женился на его двоюродной сестре. Буршье присутствовал на всех важных придворных церемониях, начиная с коронации Генриха, был заметным участником турниров и пиров. Он стал кавалером ордена Подвязки (1496), получил место в Тайном совете и в разного рода комиссиях, но никогда не занимал важные посты. В начале правления Генриха VIII политическая значимость графа на время выросла: он стал капитаном королевской гвардии (ноябрь 1509), констеблем Виндзорского замка (июнь 1511). Однако вскоре Буршье оттеснили от монарха новые фавориты, так что он начал отдаляться от придворной жизни. Тем не менее граф присутствовал на поле золотой парчи, где Генрих VIII встретился с Франциском I (1520), был в числе пэров, приговоривших Эдуарда Стаффорда, 3-го герцога Бекингема, к смерти за измену (1521). В 1530-е годы он появлялся при дворе только изредка и даже парламент почти не посещал, ссылаясь на плохое здоровье. От событий, связанных с Реформацией, Буршье сознательно отстранился; историки констатируют, что в религиозных вопросах он был консервативен, но не занимал активную позицию.
Время от времени граф нёс военную службу, однако и в этой сфере никогда не играл важную роль. Он участвовал в осаде Булони в 1492 году, сражался с корнуолльскими повстанцами в 1497. В 1513 году, во время очередной войны с Францией, Буршье сформировал большой отряд в 469 человек и принял участие в кампании на континенте — в осаде Теруана и Турне, в «битве шпор» при Гинегате, где возглавил кавалерийскую атаку и отбил у врага артиллерию. Спустя восемь лет, когда король думал над тем, кого назначить командующим в очередном французском походе, возникла кандидатура графа Эссекса, но Генрих её отверг: он пришёл к выводу, что Буршье не сможет руководить армией без хороших советников.
Зрелые годы граф провёл в основном в своих поместьях, сконцентрированных в Эссексе, Хартфордшире и Саффолке. Известно, что владения Буршье уменьшились примерно вдвое в правление Ричарда III, но в 1491 году сэр Генри унаследовал земли дяди, сэра Томаса Буршье, а в 1503 — земли матери. Наконец, в 1529 году, после смерти тестя, граф получил половину земель Сэев в Хартфордшире, приносившую примерно 200 фунтов в год. В итоге его доход к 1534 году вырос до 850 фунтов (это был уровень чуть ниже среднего для английских лордов того времени). Попытка графа воспользоваться роспуском монастырей, чтобы завладеть землями аббатства Били, не увенчалась успехом.
Буршье был рачительным хозяином и никогда не испытывал серьёзных финансовых проблем, хотя его долги временами вырастали до внушительных размеров. Он перестроил свою главную резиденцию, Стэнстед-холл. По своему влиянию в Восточной Англии сэр Генри уступал графам Оксфорд, но его свита всё же включала множество арендаторов, а также больше десятка землевладельцев среднего уровня, занимавших важные административные посты.
Второй граф Эссекс погиб 13 марта 1540 года в одном из своих поместий: он сломал шею, когда его сбросила лошадь.

## Семья и наследство
Генри Буршье был женат с 1497 года на Мэри Сэй, одной из двух дочерей и наследниц сэра Уильяма Сэя из Броксбурна и Иссендена в Хартфордшире и Элизабет Фрей. Брачный договор предполагал, что после смерти тестя граф получит половину его земель, но не уточнял, какая это будет половина. Поэтому сэр Генри долго судился со свояком, Уильямом Блаунтом, 4-м бароном Маунтжоем, и в конце концов добился выгодного для себя решения. Графиня Мэри была ещё жива в 1535 году, но умерла раньше мужа. По некоторым данным, граф успел жениться во второй раз — на Мэри Блаунт, племяннице своей первой супруги.
У сэра Генри была только одна дочь от Мэри Сэй — Анна, жена Уильяма Парра, маркиза Нортгемптона, которая унаследовала все семейные владения и стала 7-й баронессой Буршье в своём праве. Титулы графа Эссекса и виконта Буршье вернулись короне, и очередным графом вскоре стал Томас Кромвель. Однако уже через год Кромвеля казнили как изменника. В 1543 году Уильям Парр стал шурином Генриха VIII и получил графский титул как наследник тестя. Его брак с Анной остался бездетным, так что в 1572 году новым графом Эссекс и бароном Буршье стал Уолтер Деверё — правнук сестры сэра Генри.